# گوستاف کوسینا
گوستاف کوسینا (انگلیسی: Gustaf Kossinna؛ ۲۸ سپتامبر ۱۸۵۸ – ۲۰ دسامبر ۱۹۳۱) یک زبان‌شناس و باستان‌شناس اهل آلمان بود.